# Lictoriales

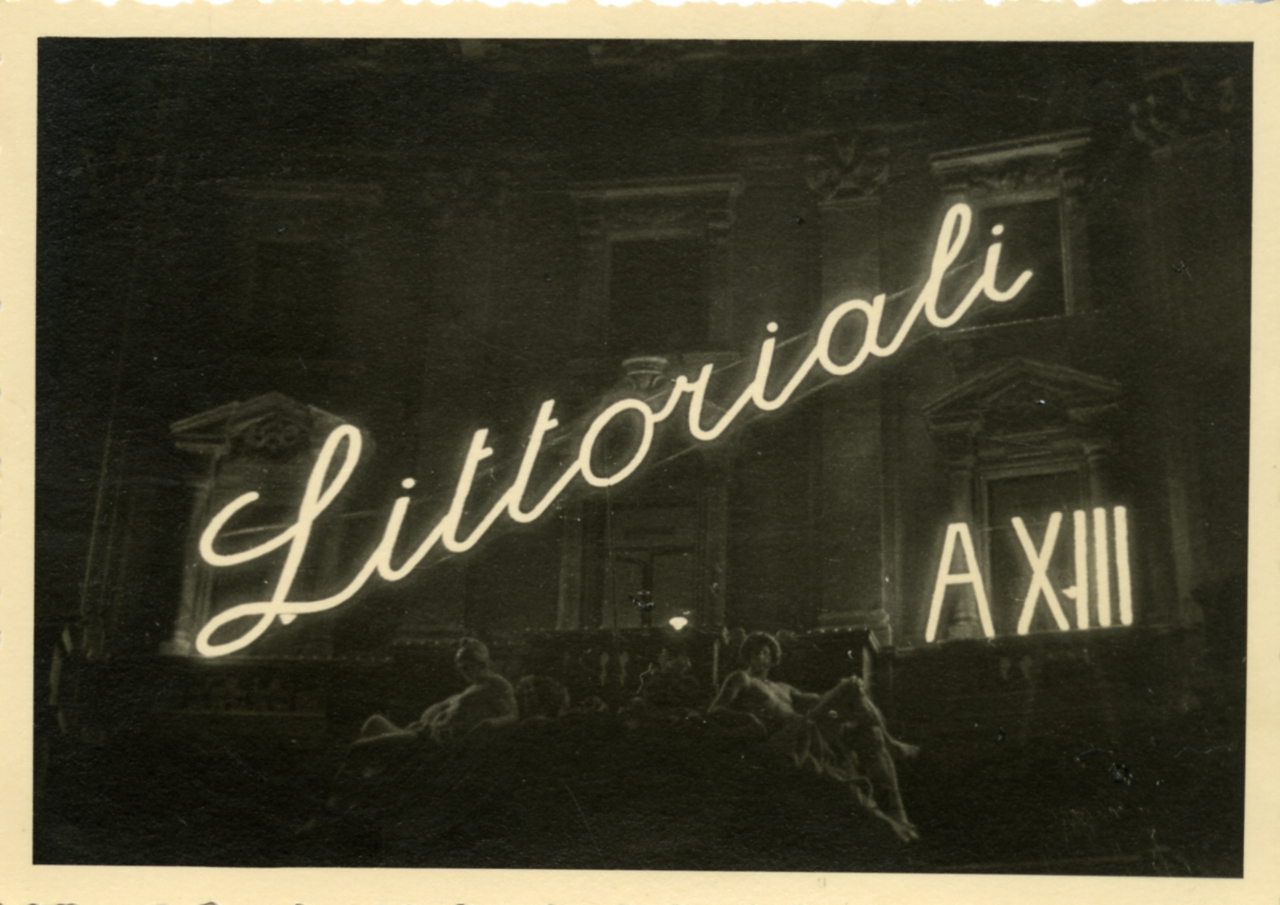
Écriture lumineuse pour célébrer les Littoriali de 1934 (an XIII de l'ère fasciste). Archives de Paolo Monti

Les Lictoriales (en italien Littoriali ou Giochi littoriali) du Sport, de l’Art et de la Culture et du Travail étaient des cycles annuels de manifestations et de concours, de nature culturelle, artistique, économique ou sportive, destinés aux jeunes universitaires, qui eurent lieu dans l’Italie fasciste entre 1932 et 1940.

## Organisation
Les Lictoriales étaient organisées par le secrétariat du Parti national fasciste (PNF) de concert avec l’école de Mystique fasciste, et par les sièges provinciaux des Groupes universitaires fascistes (GUF), qui préparaient et illustraient les thèmes des manifestations au début de chaque année universitaire. Chacun des GUF inscrivait dans les différentes catégories ses propres étudiants, auparavant choisis lors de sélections provinciales. Dans la première partie de l’année étaient organisés des débats et des conférences portant sur les thématiques à débattre ; ensuite, l’on passait aux compétitions, auxquelles participaient aussi les GUF des villes dépourvues d’université.
Les promoteurs de cet événement annuel étaient Alessandro Pavolini et Giuseppe Bottai, qui allaient devenir par la suite titulaires respectivement du ministère de la Culture populaire et de celui de l’Éducation nationale.
Les participants aux Lictoriales prêtaient le serment suivant :
« Je lutterai pour surmonter toutes les épreuves, pour battre tous les records soit par la vigueur sur les terrains de compétition, soit par le savoir dans les assemblées scientifiques. Je combattrai pour vaincre au nom de Rome. Je combattrai ainsi que le commande le Duce. Je le jure. »

## Les compétitions

### Lictoriales de l’Art et de la Culture
La première édition se tint à Florence du 22 au 29 avril 1934, et devait permettre aux jeunes gens les plus brillants révélés au sein des différents GUF de se confronter les uns aux autres.
Il y eut sept éditions, chaque fois dans une ville italienne différente : à Florence en 1934, à Rome en 1935, à Venise en 1936, à Naples en 1937, dans le palais des Normands de Palerme en 1938, à Trieste en 1939, et enfin à Bologne en 1940.
La sélection initiale, dénommée Agonali interprovinciaux de la culture et de l’art (ultérieurement Prélictoriales), comportait des réunions et des concours ayant pour sujet :
- Réunions (Convegni) : Éléments de culture fasciste, Études coloniales, Études politiques et scientifiques, Études sur la race, Études sur la médecine et la biologie, Études militaires, Études de critique littéraire et artistique.

- Concours : Études sur divers éléments et sections de la littérature, des sciences sociales et politiques, de la critique, de la musique, du spectacle et du journalisme, Composition poétique, Comédie, Mise en scène de cinéma, Film documentaire, Chant choral, Sujets cinématographiques, Architecture, Peinture, Sculpture, Scénographie, Transmissions radiophoniques, Art publicitaire.

Les participants aux réunions présentaient des exposés, sur lesquels se tenaient ensuite des débats, tandis que les participants aux concours avaient à remettre des travaux écrits, qu’évaluait un jury, composé des principaux représentants de la société italienne. 
Chaque Athénée proclamait deux vainqueurs — un pour les Convegni et un pour les Concours —, qui devenaient ainsi des licteurs et entraient en lice dans les finales, qui avaient lieu au mois de mai.

### Lictoriales du Travail
À ces Lictoriales du Travail, organisées à partir de 1936, étaient aussi admis à participer, outre les étudiants d’université, de jeunes travailleurs du même âge, dont on se proposait de déceler les capacités et attitudes. L’objectif de ces lictoriales, qui consistait à rapprocher, et de souder entre elles, les jeunesses issues des différentes classes sociales, fut atteint : étudiants et travailleurs furent effectivement mis en contact, à travers la participation aux mêmes épreuves et spécialités.
De la même façon que les Lictoriales de l’Art et de la Culture décrites ci-haut, des Prélictoriales étaient d’abord mises sur pied au niveau provincial, sous la direction des GUF de chaque province concernée et de la fédération locale des Faisceaux de combat. La manifestation se déroulait en deux parties : la première comportait des concours théoriques en matière de connaissance technique et professionnelle et en matière d’histoire et d’institutions du fascisme, en particulier relativement à l'organisation du travail ; la seconde partie consistait en épreuves pratiques d’agriculture, de commerce, d’industrie et d’un concours d’inventions et de découvertes pratiques susceptibles de renforcer l'indépendance économique nationale de l’Italie.

### Lictoriales du Sport
Celles-ci eurent lieu pour la première fois en 1932. Les modalités de déroulement étaient les mêmes que pour les précédentes, à savoir : dans une première phase, appelée Agonali, les étudiants s’affrontaient dans diverses spécialités sportives, les vainqueurs desquelles se mesuraient ensuite lors des Lictoriales proprement dites.

## Récompenses
Les lauréats des Lictoriales se voyaient décerner une prestigieuse distinction en or frappée du M mussolinien. Pour les Lictoriales de Culture, Art et Sport étaient prévues par ailleurs de considérables primes en argent et des postes dans l’organisation du parti. Les victoires dans les Lictoriales du Travail étaient couronnées par des recrutements dans les entreprises (à des postes importants), par des augmentations de salaire et par divers autres bénéfices.

## Participation du corps enseignant
Les meilleurs intellectuels du régime prenaient part aux Lictoriales, notamment les enseignants universitaires, qui étaient majoritairement affiliés au PNF.

## Participants célèbres
Aux Lictoriales prirent part les jeunes gens les plus dynamiques du Parti national fasciste, jeunes gens du reste souvent critiques envers le système politique italien, considéré par eux comme encore trop bourgeois et non suffisamment tendu vers une mentalité interventionniste : ce sont notamment Michelangelo Antonioni, Mario Alicata, Antonio Amendola (fils de Giovanni Amendola), Carlo Bo, Luigi Comencini, Renato Guttuso, Pietro Ingrao, Alberto Lattuada, Franco Modigliani, Aldo Moro, Sandro Paternostro, Vasco Pratolini, Ugo Mursia, Edilio Rusconi, Paolo Emilio Taviani, Antonello Trombadori, Giuliano Vassalli, Vittorio Zincone, Giorgio Napolitano, Giorgio Almirante, Nino Tripodi.
Dans l’après-guerre, nombre de ces participants figureront au rang des meilleures forces vives de la nation italienne, pour divers que fussent les courants et les groupements dans lesquels ils choisirent de s’insérer ; beaucoup deviendront après 1945 de fervents adversaires du fascisme, qui pourtant avait cultivé et élevé leur génie.
À propos de ces soudaines volte-face, Bottai écrivit :
« Les intellectuels italiens auraient pu apporter une contribution à l’éducation politique de leurs compatriotes... vu qu’ils n’en ont rien fait, il y aura lieu qu’un jour un politique, qui aurait eu avec eux quelque commerce, nous entretienne de l'incapacité de la société littéraire, ou plus généralement artistique, italienne à se fondre dans la société civile plus large, à s’y mouvoir avec aisance, à y exercer son office, et du fait que, quasi par instinct de défense, elle se jette dans la politique aux extrêmes : de sorte qu’aux fascistissimi d’hier correspondent les democraticissimi d’aujourd’hui. Avec le même manque de sérieux. »
— Giuseppe Bottai, Abc, n°10, octobre 1954